# Акрі

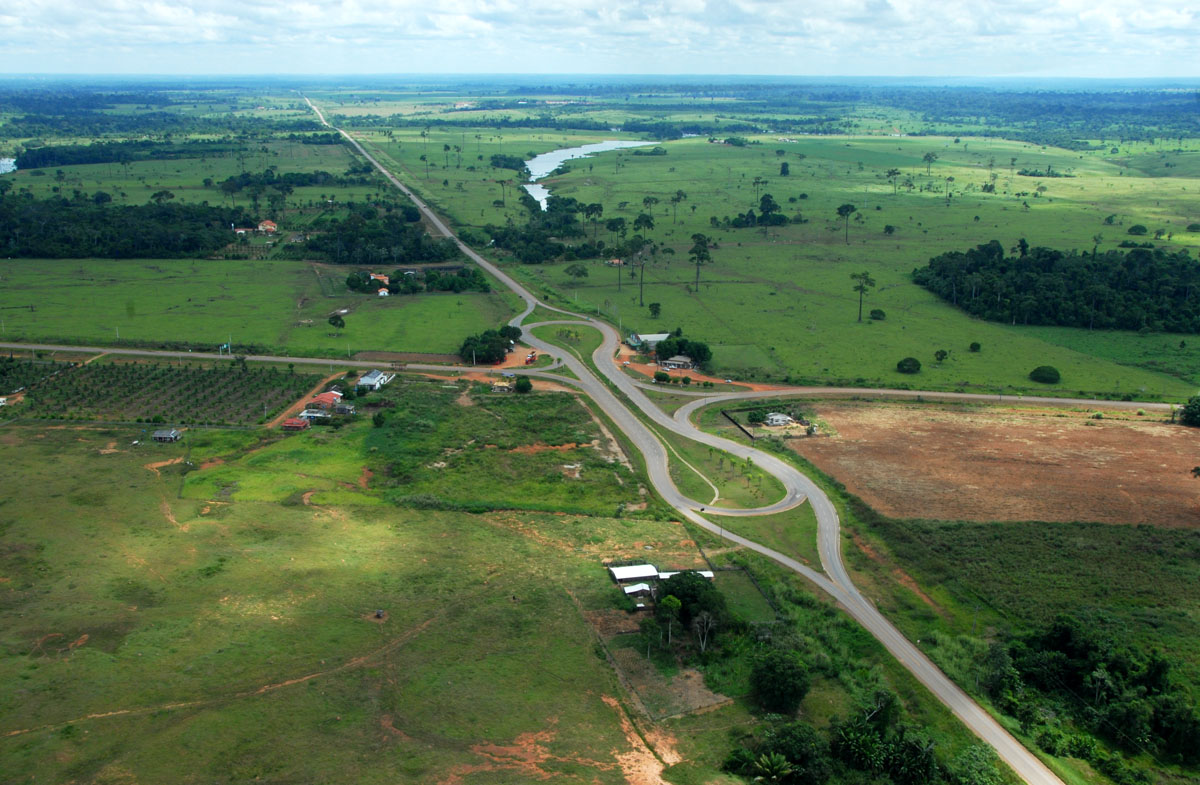
Акрі

А́крі (порт. Acre) — штат Бразилії, розташований у Північному регіоні. Площа 152 тисяч км², населення — 803 тисячі. Межує із штатами Амазонас і Рондонія, крім того з Болівією та Перу. Штат був сформований у 1904 році. Існує думка, що назва штату походить від Акко, назви останного королівства хрестоносців, але дійсно вона походить від місцевого індіанського слова Aquiri. Столиця та найбільше місто штату — Ріу-Бранку, скорочена назва штату «AC».

## Географія
Штат Акрі займає площу 152581 км². Розташований на крайньому заході Бразилії між 70º західної довготи і 9º південної довготи — південніше лінії екватора — у часовому поясі −5 годин від Ґринвіча. Штат входить до Північного регіону Бразилії і межує зі штатами Амазонас та Рондонія та двома державами: Перу та Болівією.